# Subodh Mukherjee

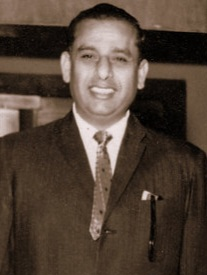
Subodh Mukherjee

Subodh Mukherjee (bengalisch সুবোধ মুখার্জি Subodh Mukhārji; * 14. April 1921 in Jhansi, Uttar Pradesh; † 21. Mai 2005 in Mumbai, Maharashtra) war ein bengalischer indischer Filmproduzent und -regisseur des Hindi-Films.
Er begann 1944 als Regieassistent für Gyan Mukherjees Chal Chal Re Naujawan. Es war der erste Film der von Subodh Mukherjees älterem Bruder Sashadhar gegründeten Filmproduktionsfirma Filmistan. Nachdem er für die Firma bereits als Drehbuchautor tätig gewesen war, hatte er dort sein Regiedebüt mit Munimji (1955), gefolgt von Paying Guest (1957), einem kommerziell erfolgreichen Streifen mit Dev Anand in der Hauptrolle.
Love Marriage (1959) war Mukherjees erster selbst unter dem Label Subodh Mukerji Productions produzierter Film. Ihm folgten Junglee (1961) – der erste indische Film in Eastmancolor und Karrierestart für Shammi Kapoor – und April Fool (1964). Dabei hielt sich Subodh Mukherjee strikt an die Strategie, Filme als leichte, romantische Musicals und reine Vehikel für den Auftritt des Stars einzurichten. Seine letzte Filmproduktion entstand im Jahr 1985.
Subodh Mukherjee starb am 21. Mai 2005 in Mumbai an Leukämie.